# 慶雲館
慶雲館（けいうんかん）は、滋賀県長浜市港町にある迎賓館である。庭園部分は国の名勝に指定されている。

## 概要

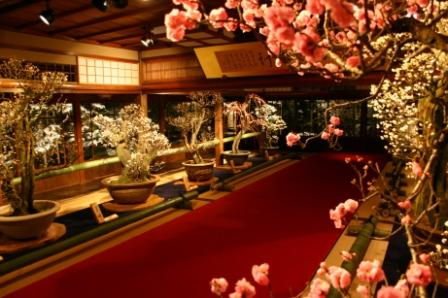
長浜盆梅展開催中の館内

1887年（明治20年）、明治天皇の行在所（一時的な滞在に使用する施設）として実業家の浅見又蔵により建設された。館名は当時の総理大臣であった伊藤博文が命名したとされている。本庭の池泉回遊式庭園（国の名勝）は名匠7代目小川治兵衛の代表作であるとともに、近代日本庭園の傑作の一つとして名高い。
毎年1月から3月には長浜盆梅展が開催される。

## 歴史
京都で行われた孝明天皇御式年祭（20年祭）のため明治天皇が行幸した前年の1886年（明治19年）、長浜の実業家で当時は太湖汽船頭取を務めていた浅見が行幸計画を知ったさい、長浜で自社航路から鉄道へ乗り換える時間に滞留する適当な施設がなかったことから急遽、自らが所有する大通寺別殿跡地に行在所を私費で建設した。工事は同年11月3日から急遽開始され、竣工したのは行幸当日の1887年（明治20年）2月21日朝であったが、明治天皇・昭憲皇太后夫妻が京都を発った当日朝の時点では、建設工事の後かたづけも終わっていなかったという。夫妻は同日13時前に長浜港に到着し、同館で昼食および休憩をとったあと、13時45分発の列車で名古屋へ向かった。
- 1886年（明治19年）11月3日 - 着工。
- 1887年（明治20年）2月21日 - 竣工。同日、明治天皇夫妻が訪問。
- 1912年（明治45年） - 小川治兵衛により広大な本庭（池泉回遊式庭園）が作庭される[2]。
- 1935年（昭和10年） - 「明治天皇長浜行在所」の名称で国の史跡に指定される（1948年に指定解除[注釈 1]）[2]。
- 1936年（昭和11年） - 長浜町（現在の長浜市）に寄贈される[2]。
- 2004年（平成16年） - 一般公開される。
- 2006年（平成18年）1月26日 - 本庭が国の名勝に指定される[2][1]。

## 施設
本館の一部の部屋、梅の館の一部の部屋、慶雲館茶室は有料で一般人が賃借することができる。ただし、営利目的・宗教目的・政治目的の催事には使用できないほか、長浜盆梅展開催期間中(1月上旬～3月上旬)など特別展開催期間中は貸出は行われない。
- 表門
- 本館 - 1887年（明治20年）竣工。総檜造・寄棟造・桟瓦葺で2階建の書院風建築。南面・西面は銅板葺の庇、玄関は純和風造である。延床面積500平方メートル、建設費1万円。館内には、小野湖山の漢詩掛け軸や犬養毅の書などが展示されている。2階から琵琶湖と伊吹山を一望できる。1階の6室及び2階の4室（いずれも和室）は一般人が有料で賃借することができる。
  - 2階 - 天皇皇后夫妻が使用できる玉座がある[4]。建設当時は東側には伊吹山、南西側には広大な琵琶湖を一望することができた。また2階の照明器具は明治時代に製作された、梅の花をかたどったものである。群鶴図襖など襖絵や欄間など、建設当初のものが残されており、期間限定で展示されることがある。
- 梅の館（新館、報道などでは「新館」と表記される）[3][7] - 1階にホールと展示室、2階に多目的室と会議室(18畳和室)、研修室(12畳和室)、水屋があり、これらの各部屋は有料で一般人が賃借することができ、茶会や着付け教室、企画展などに使用される。玄関にスロープや多目的トイレを備え、バリアフリー化されている。
- 庭園 - 表門と中門の間の前庭、中門と本館玄関の間の玄関前庭、本館の南側の奥庭で構成される[2]。二代目又蔵により、慶雲館建設25周年及び明治天皇行幸啓25周年を記念して1912年に造営された。作庭は7代目小川治兵衛（植治）による。庭園完成時には小川の長男の保太郎(白楊)の手による写真集が発行されている。
  - 奥庭 - 池泉回遊式、築山・茶室が配置されている。中央に深い涸池を穿つなど地形に大きな起伏をつけた立体的な構成と、巨石を用いた豪壮な意匠を持つ。現在は埋め立てられているが、かつては琵琶湖に面しており景観に組み込んでいた。
    - 茶室「恵露庵」 - 本館と同時の1887年に建設された。元は典型的な四畳半茶室で且つ廊下を隔てて同じ大きさの待合が設けられていたが、2000年に十畳半の広間に改修された。

  - 玄関前庭 - 平庭、巨石と松を配置。
  - 前庭 - 平庭、高さ5メートルの大灯篭や横綱像などを配置。
    - 横綱像 - 明治期に活躍した大横綱の常陸山谷右エ門をモデルにした石像。慶雲館に同時代の横綱梅ヶ谷藤太郎とともに訪れており、そのときの記念写真が慶雲館に残されている。
    - 大灯籠 - 正門から入って右側にある、高さ約5メートル、推定重量20トンの自然石の灯篭。この大灯籠を含め、慶雲館庭園には多くの巨石があり、そのほとんどは旧志賀町（現大津市）から船で琵琶湖を通って運ばれたと伝えられている。
    - 慶雲館碑 - 浅見又蔵が死去した翌年の1901年に、顕彰のために建造された。1909年に姉川地震で倒壊し、1912年に慶雲館建設二十五周年を記念して再建されて現在に至る。
    - 長浜領朱印地石柱 - 豊臣秀吉による朱印地区域を示すもの。2本が明治期以降に慶雲館に移設された。
    - 芭蕉の句碑 - 「蓬莱にきかはや伊勢の初たより　はせを」と記された句碑。高さ5m、重量は10tで、芭蕉句碑としては日本最大である。「はせを」とは、松尾芭蕉のこと。句の意味は「めでたい蓬莱飾りを眺めていると伊勢からの初便りが聞こえてくるようだ」と解されている。芭蕉はこの句を記した元禄7年(1694年)に死去しており、不老不死の象徴である蓬莱と、神都である伊勢の組み合わせに作者の意図が感じられる。建造年代は、この句を書いた書家である瀬川露城が活躍した明治後期と想定されている。
    - 天香氏座禅石 - 長浜市出身の西田天香が霊覚後に新生活の初めにこの石の上に坐禅したと伝わる。

## 所在地等
- 所在地 - 〒526-0067 滋賀県長浜市港町2-5
- 開館時間 - 9:30 - 17:00
  - 盆梅展期間中の開館時間は9時。また、同展開催時に実施されるライトアップ期間中は閉館時間を20時30分まで延長[4][8]。
- 休館日 - 12月から3月（毎年1月10日-3月10日は長浜盆梅展の会場）
- 交通 - 西日本旅客鉄道（JR西日本）北陸本線（琵琶湖線）長浜駅から徒歩3分。

## ギャラリー

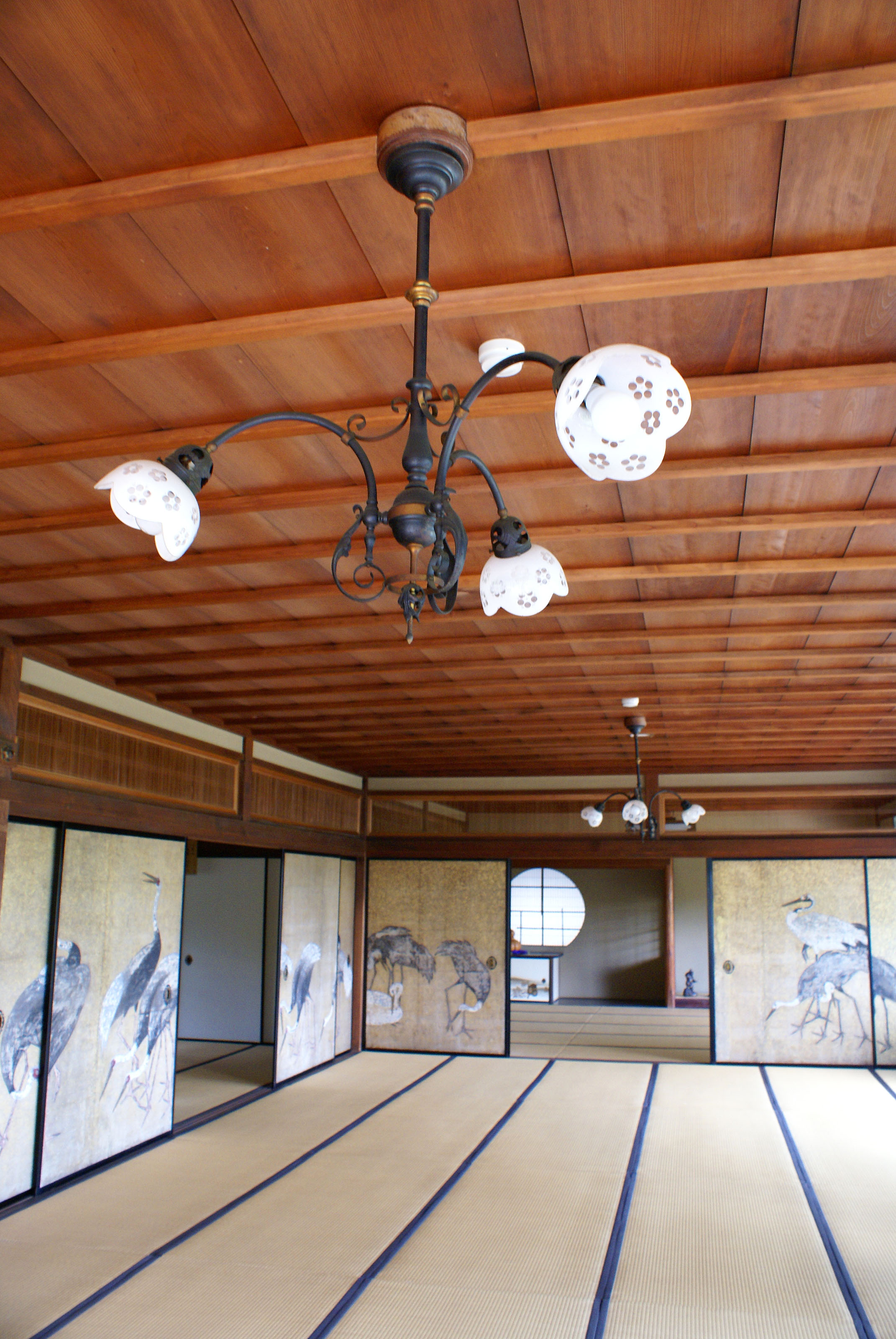
本館2階
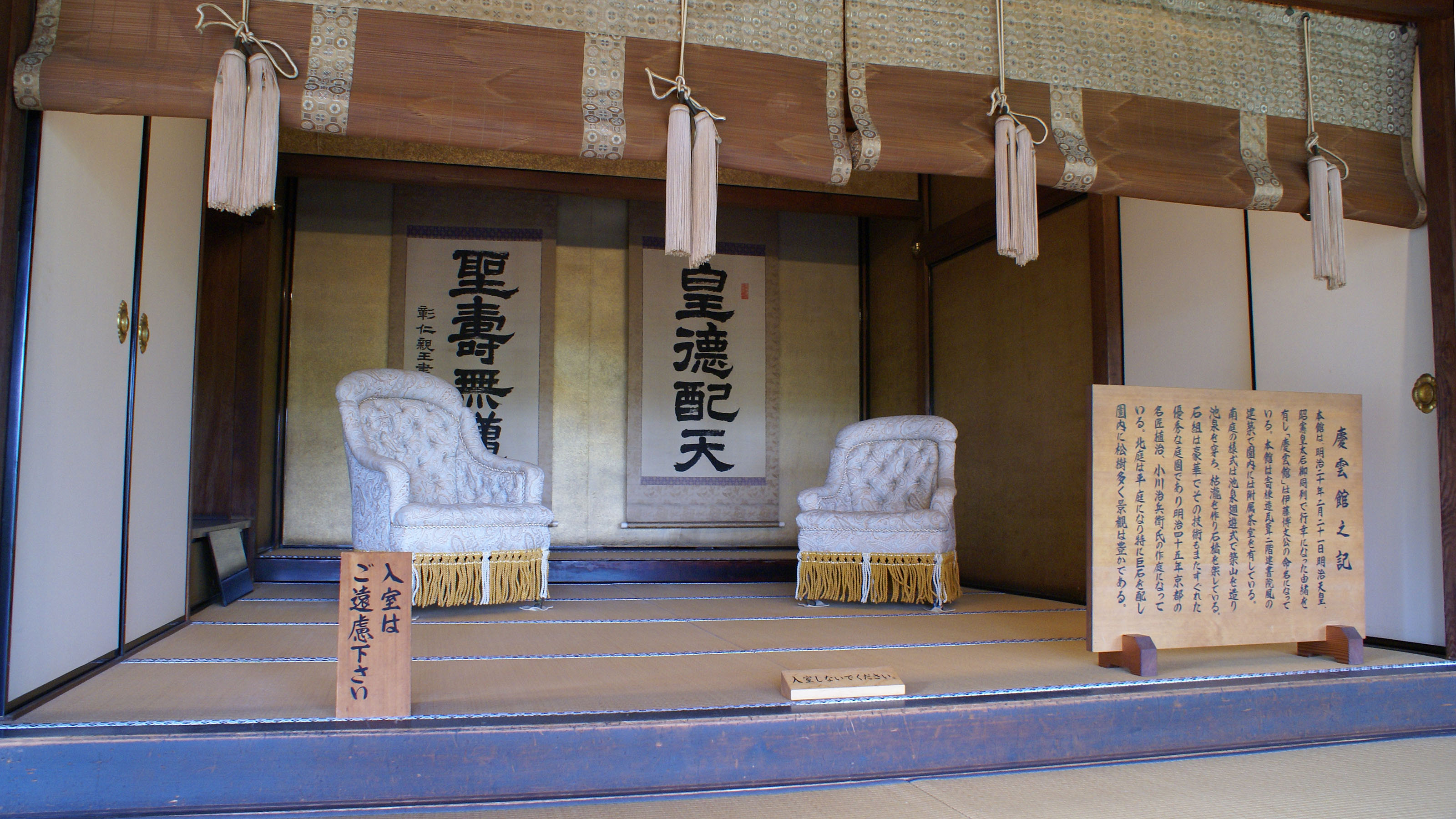
本館2階の玉座
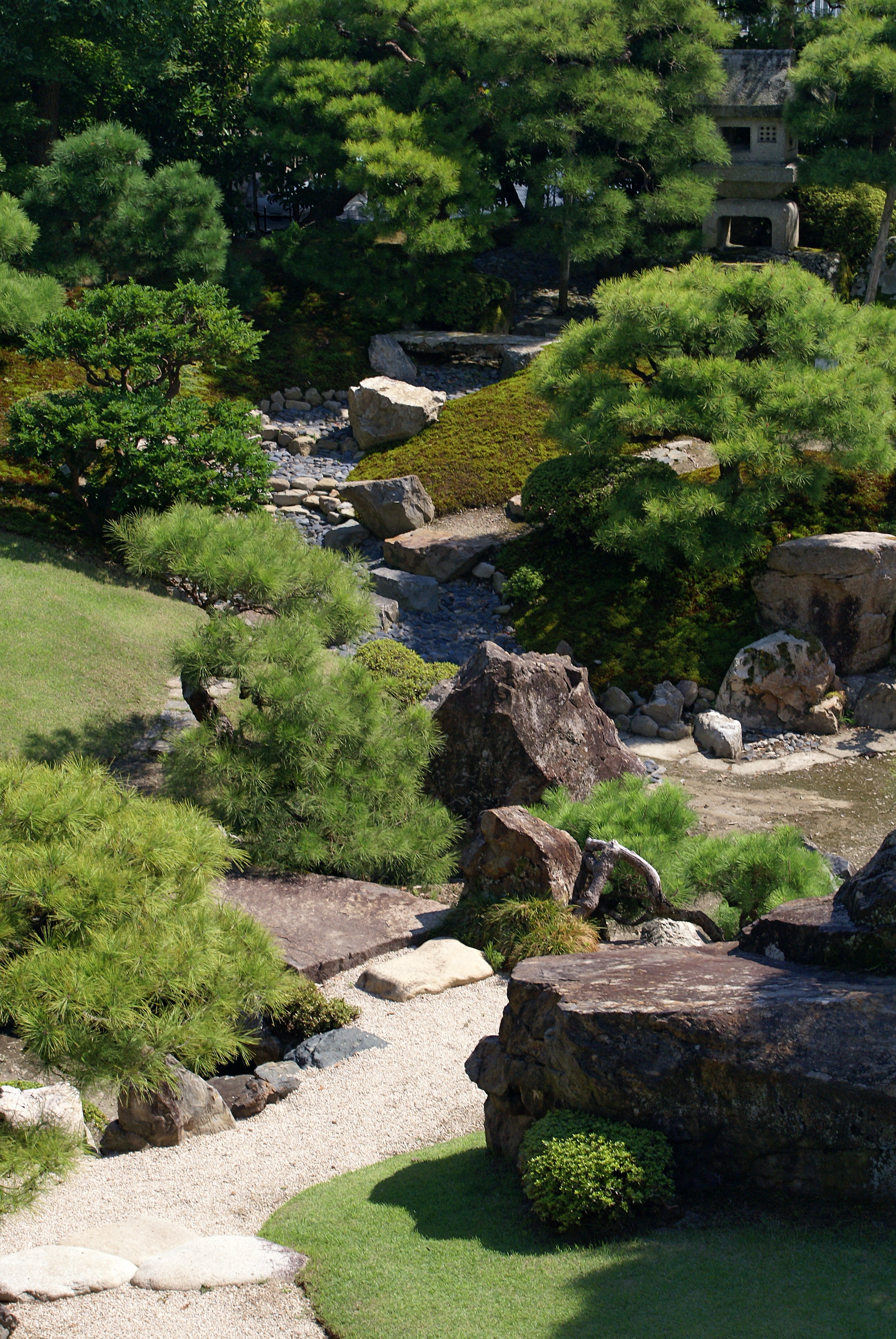
奥庭
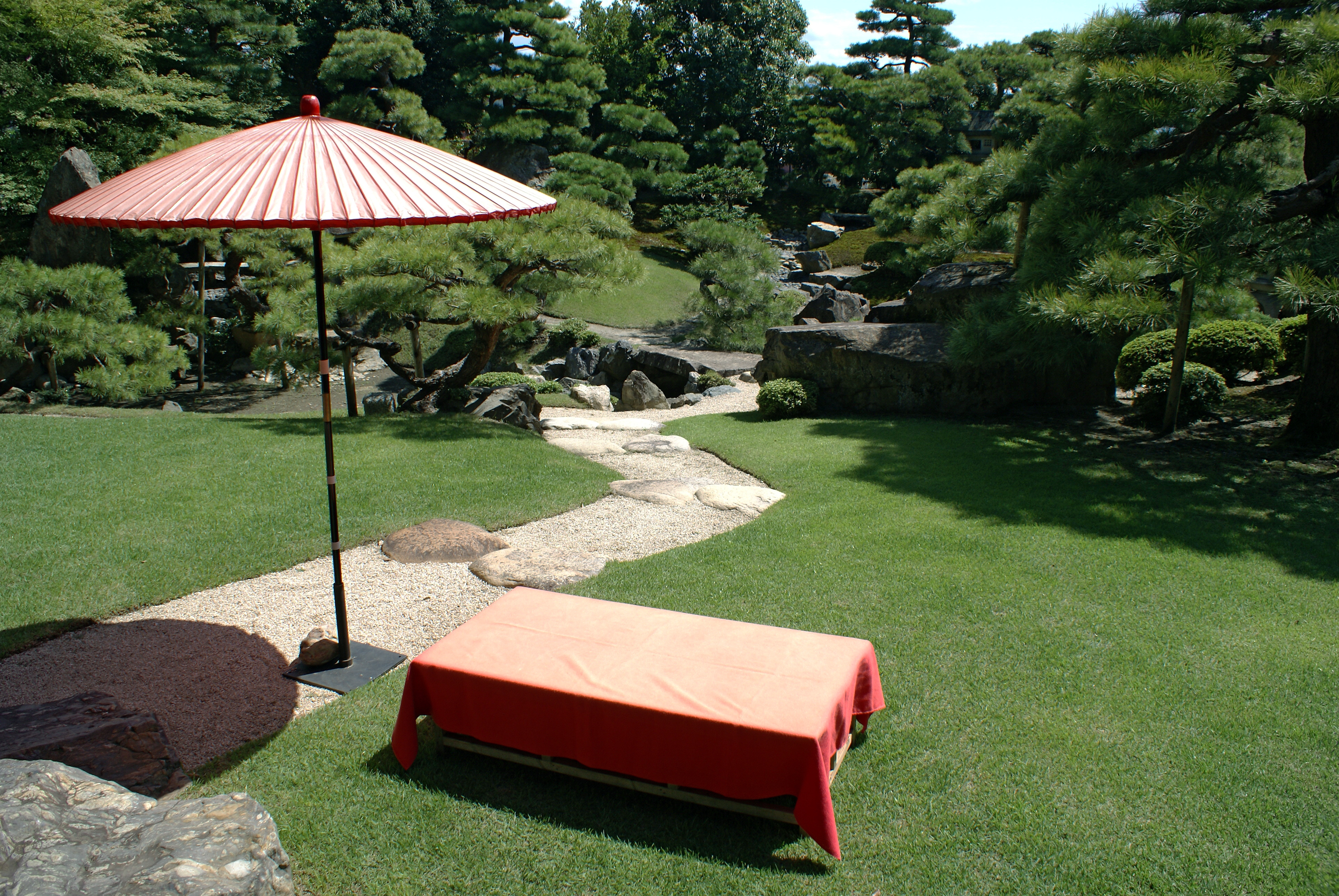
奥庭
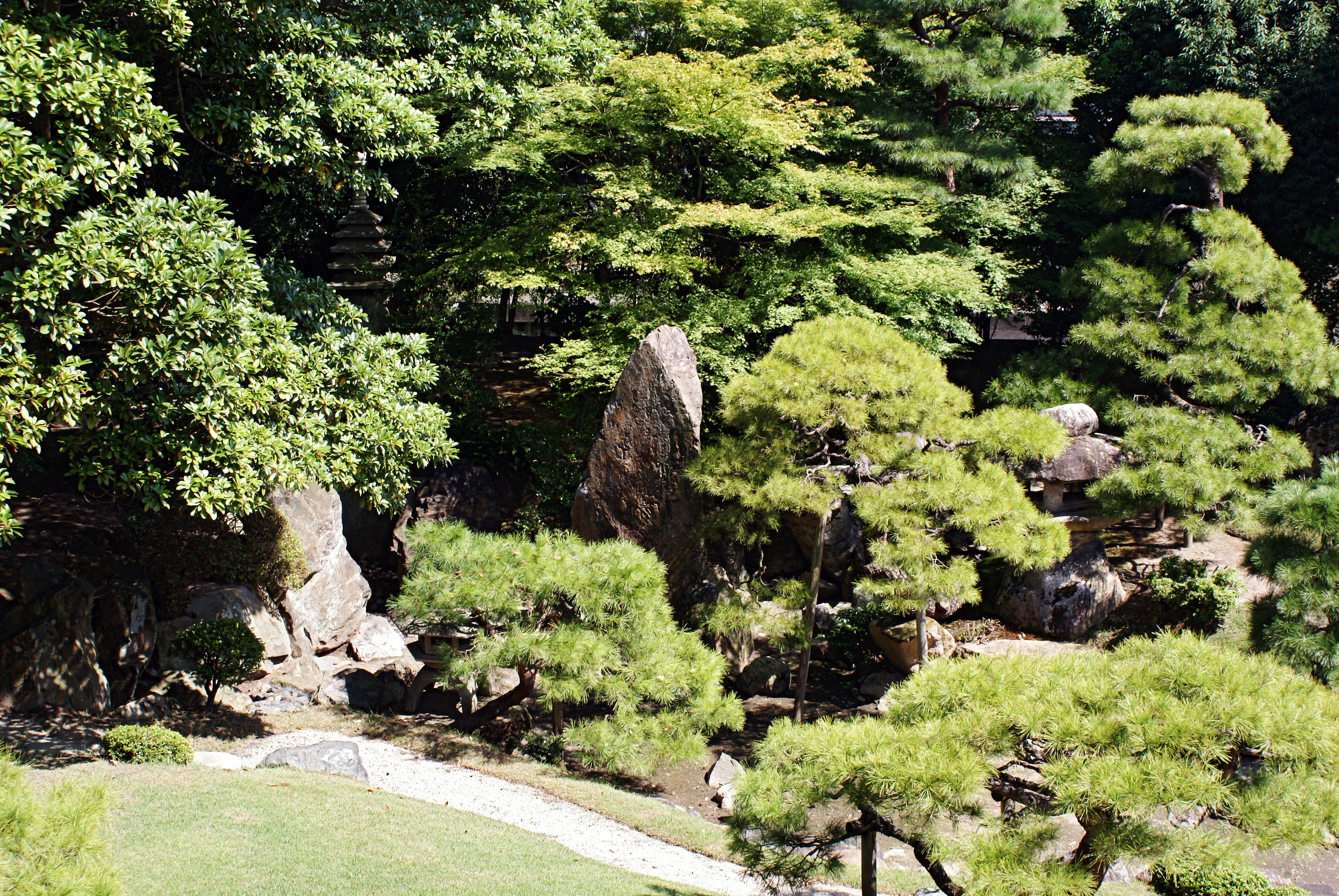
奥庭
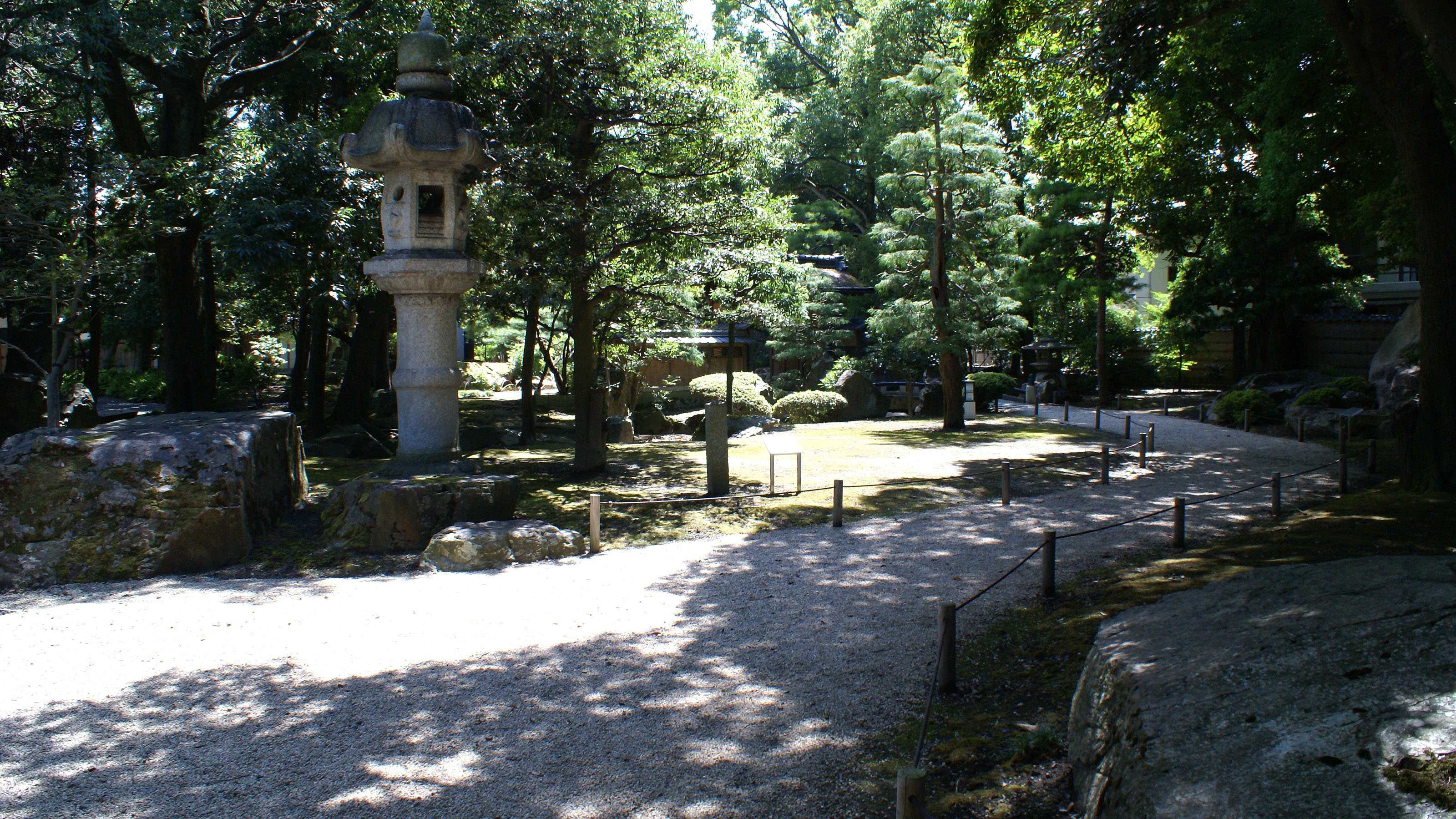
前庭
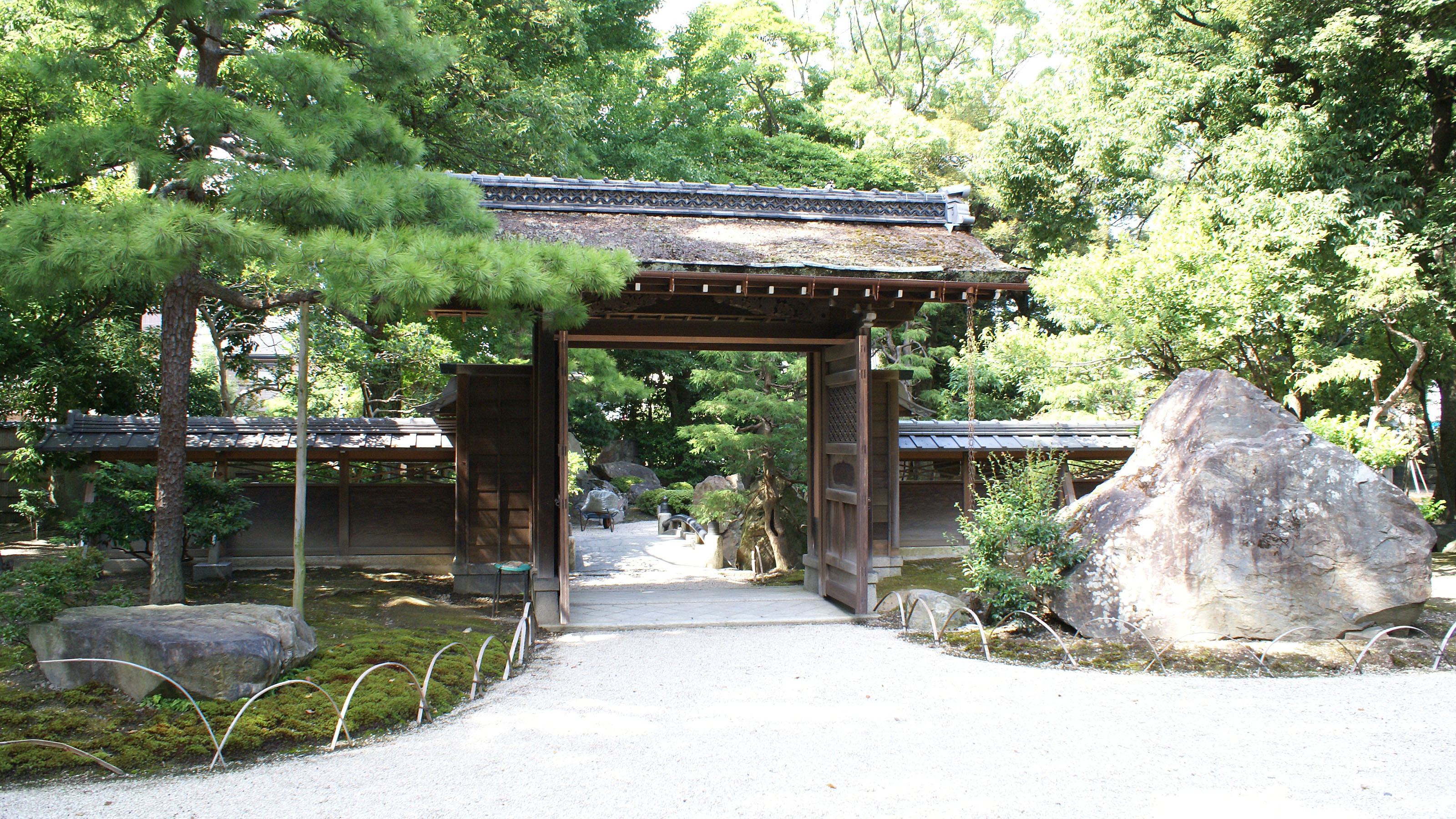
中門
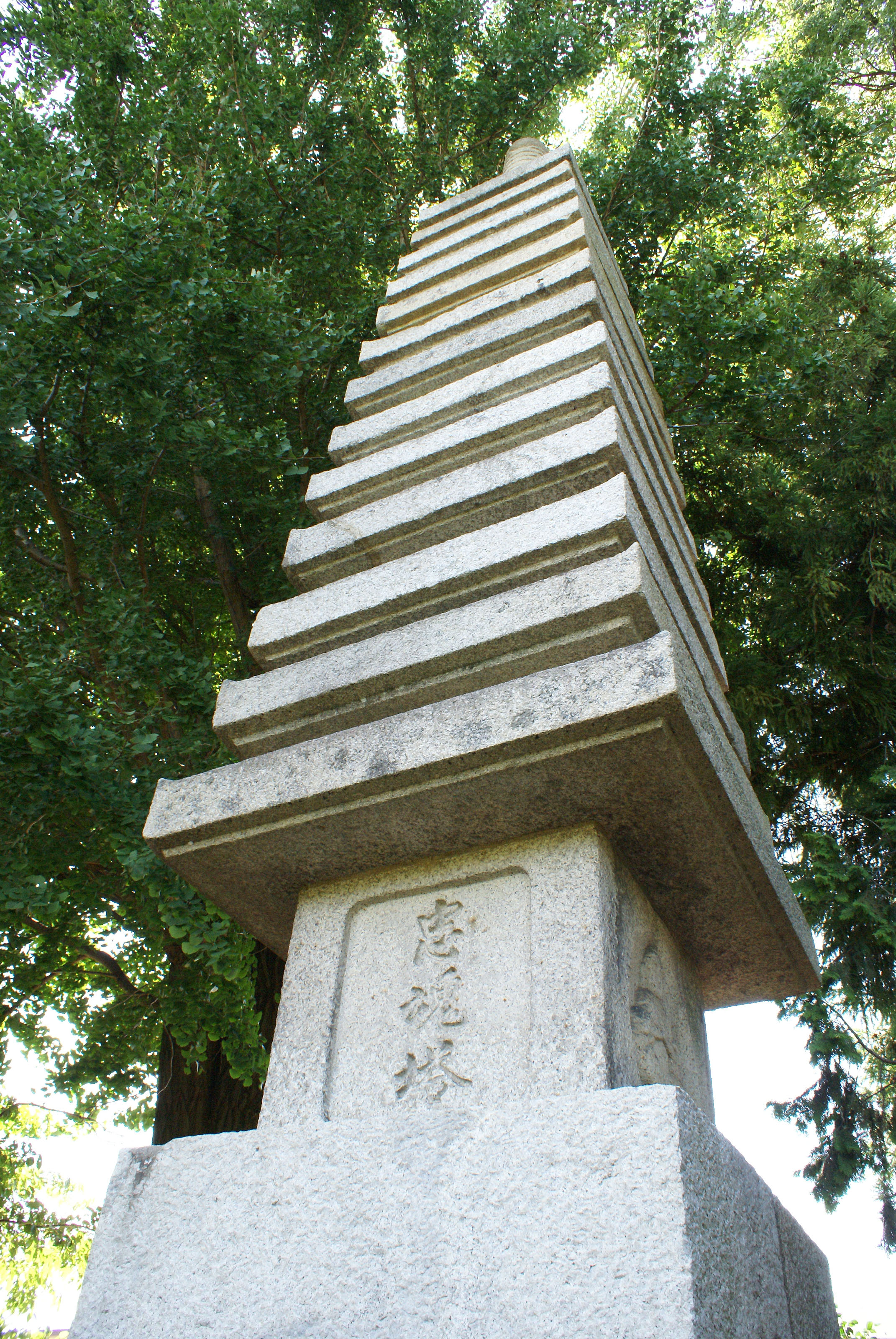
十三重石塔

## 周辺
- 長浜鉄道スクエア - 長浜駅の旧駅舎。
- 長浜港
- 豊公園
  - 長浜城跡（長浜城歴史博物館）
- 長浜文化芸術会館
- 成田美術館